# Finding 'Ohana
Finding ʻOhana (Ohana: un magnífico tesoro en Hispanoamérica y Ohana: El tesoro de Hawái en España) es una película de aventuras familiar estadounidense de 2021 de Jude Weng, en su debut como directora, y escrita por Christina Strain. La película está protagonizada por Kea Peahu, Alex Aiono, Lindsay Watson, Owen Vaccaro y Kelly Hu. Se estrenó en Netflix el 29 de enero de 2021.

## Trama
Los hermanos hawaianos nativos, Pili e Ioane «E», se criaron en Nueva York y en Brooklyn. Ávida fanática del geocaching, gana un concurso que le permite obtener matrícula gratuita para un campamento de verano en las Catskill. Pili no logra ir al final, pues se mudan temporalmente de Nueva York a Oahu con su madre Leilani para ayudar a su padre, Kimo, ya que sus problemas financieros y de salud se están agravando.
Como a Pili le gusta tanto el geocaching, su pesar por estar separada de su amada Nueva York lo alivia liberando en secreto un viejo diario del estudio de arte de su abuelo, instalado en un viejo autobús. Justo cuando se baja del autobús, conoce a Casper, un chico local quien la ayuda a cubrirlo.
Esa noche, mientras Pili intentaba leer el diario en secreto, E la atrapa. Él le explica el término Night Watchers, tratando de asustarla, explicándole que son fantasmas de guerreros caídos que protegen la isla.
Mientras tanto, E se distrae de buscar una mejor señal de Internet gracias a Hana, una chica local que es amiga de Casper. A ella, en cambio, no le impresiona su actitud hacia los niños más pequeños.
En el diario del barco, el intendente peruano Monks documentó la excursión de Robinson y Brown a la isla. Los corsarios se amotinaron, quemaron su barco y se llevaron el tesoro a tierra. Los monjes se quedaron para proteger el tesoro mientras sus superiores morían. Él le dio el diario a los antepasados de Pili por salvarle la vida.
Kimo pilla a Pili con el diario. Aunque al principio estaba enojado, termina llevando a la entusiasta chica a ver algunos de los puntos de referencia que hay en él. Sin embargo, él cae y se rompe una costilla. Mientras Leilani está con Kimo en el hospital, Pili y Casper se escabullen en busca del tesoro pirata perdido. E y Hana lo siguen de cerca.
Terminan teniendo que seguir las instrucciones del diario mientras los cuatro se deslizan hacia el interior de una cueva, ya demasiado adentro como para retroceder. Tienen que arrastrarse por un túnel estrecho, cuya entrada se llama «Las Fauces de la Muerte», y está revestida de estalactitas. Temiendo a una araña mortal, E sale corriendo frenéticamente del túnel, dejando atrás el diario de la nave tal como está dentro de la mochila de Casper mientras colapsa. Al encontrar un mini puente de cuerda sobre una grieta llena de lava, se dan cuenta de que está demasiado deteriorado como para poder cruzarlo, pero Pili y Casper lo rodean lentamente en una cornisa estrecha. E ayuda a Hana a maniobrar alrededor de él, cantándole su canción favorita para distraerla.
E le cuenta a Casper que la araña violinista lo mordió, dejándolo con una ampolla enorme, que posiblemente indique necrosis. Para no alarmar a los demás, lo cubre con cinta adhesiva. Al llegar a una piscina, se dan cuenta de que el siguiente túnel está lleno de agua de lluvia. Pili lo supera a cuestas de E.
Al llegar a la 'zona cero', Pili y Casper van en busca del tesoro mientras E habla con Hana. Él intenta convencerla de que envíe su solicitud a Julliard, pero ella teme que eso la cambie demasiado. Pili y Casper examinan el complejo sistema de poleas y cuerdas que recordaban del diario. Al darse cuenta de que uno de los contrapesos está caído, deducen que pueden acceder a la sala del tesoro poniendo todo su peso sobre la cuerda cortada.
Una vez dentro, todos recolectaban grandes cantidades de oro y joyas, cuando Hana ve una estatuilla religiosa que indica que están en una especie de tumba. Al darse cuenta de que el tesoro es una ofrenda, insiste en que no pueden llevarse nada sin despertar a los Vigilantes Nocturnos. Cuando E se niega a creerlo, despiertan.
Los cuatro dejan caer su tesoro y se dirigen a los estanques de abajo usando las raíces del banyon. Todos logran sobrevivir, aunque E tiene que ser resucitado. A medida que se alejan de la montaña, Leilani los alcanza. Los Vigilantes Nocturnos se acercan a ellos mientras buscan refugio en un cobertizo. Pili hace una ofrenda con algunos tesoros que había guardado. Están inclinados y desviando la mirada cuando su padre Kua sale. Había muerto hace 11 años mientras estaba alistado. Leilani, Pili y E tienen un breve momento antes de que Kua y los otros Vigilantes Nocturnos desaparezcan en el océano.
Leilani convoca una reunión familiar y propone que decidan en grupo si todos se quedan en Hawai o regresan a Brooklyn, y deciden quedarse y empezar a vivir una vida mejor.

## Elenco
- Kea Peahu como Pili, una chica aventurera que es la hermana menor de Loane.
- Alex Aiono como Ioane «E», el hermano mayor de Pili.
- Lindsay Watson como Hana, una chica local por la que E siente algo.
- Owen Vaccaro como Casper, un chico nerd pero de gran corazón que es amigo de Hana.
- Kelly Hu como Leilani
- Branscombe Richmond como Kimo
- Ke Huy Quan como Kioki
- Brad Kalilimoku como Kua Kawena
- Chris Parnell como Brown
- Marc Evan Jackson como Robinson
- Ricky García como monjes
- Ryan Higa como Ryan
- Mapuana Makia como la enfermera Tina
- X Mayo como Melody
- Kyndra Sanchez como Yoli Greenburg

## Producción
En septiembre de 2019, se anunció que Netflix había adquirido los derechos del primer largometraje de Jude Weng. Christina Strain la escribiría, siendo la película «una película de aventuras al estilo Los Goonies protagonizada principalmente por Datas». Ian Bryce de Ian Bryce Productions produciría la película con Irene Yeung y JJ Hook como productores ejecutivos y Katie Malott como productora asociada. Kea Peahu y Alex Aiono interpretarían a los dos hermanos principales con Marc Evan Jackson, Lindsay Watson, Owen Vaccaro, Kelly Hu, Ricky García, Ryan Higa, Mapuana Makia, Brad Kalilimoku, X Mayo y Kyndra Sanchez en el reparto coral, así como la estrella original de The Goonies, Ke Huy Quan.
Finding 'Ohana fue filmada en Brooklyn, Hawái, Tailandia y República Dominicana.

## Recepción
En el agregador de reseñas Rotten Tomatoes, la película tiene un índice de aprobación del 82% según 22 críticas, con una calificación promedio de 6,90/10. Según Metacritic, que tomó una muestra de siete críticos y calculó una puntuación media ponderada de 69 sobre 100, la película recibió «críticas generalmente favorables».